# Гауеншильд, Рихард-Георг Шпиллер фон
Рихард-Георг Шпиллер фон Гауеншильд (Hauenschild, 1825—1855) — немецкий поэт.
Произведения: «Blätter im Winde», «Kanzonen», «O diese Zeit», «Für Gottfried Kinkel», «Cordula», «Rahab, ein Frauenbild aus der Bibel», романы: «Nach der Natur», «Aus der Junkerwelt» и др. Кроме того, перевел стихами «Francesca da Rimini» Сильвио Пеллико и провансальские «Sirvente» Пейре Карденаля.
Согласно ЭСБЕ, отличительные черты стихотворных произведений Гауеншильда — оригинальная красота языка, теплота и искренность. Романы дают интересную картину умственного брожения эпохи 1848 г.